# Cratere Madina
Madina  è un cratere sulla superficie di Venere.